# Gracia y Justicia
Gracia y Justicia va ser una revista d'humor polític, d'aparició setmanal, publicada en Madrid durant la Segona República Espanyola, amb domicili en l'avinguda de Pi i Margall, 9. El seu primer nombre va aparèixer el 5 de setembre de 1931.

## Història
Vinculada a l'Editorial Católica i al diari monàrquic La Nación, sota la direcció de Manuel Delgado Barreto, hi van figurar en ella grans dibuixants i caricaturistes com Areuger (pseudònim de Gerardo Fernández de la Reguera y Aguilera), K-Hito (pseudònim de Ricardo García López), Kin (pseudònim de Joaquín de Alba), Orbegozo, Fervá, Morán, Prieto, Almanzor o Soravilla, entre d'altres. Com a redactors, Juan Delgado Barreto, (germà de Gerardo), Luciano de Taxonera, Joaquín Belda, Alfonso Senra i César González Ruano.
Va arribar a tenir tiratges mitjans per sobre de 200.000 exemplars. Al començament de 1933, el seu tiratge va aconseguir els 250.000 exemplars, xifra molt superior a la dels principals periòdics de l'època. Autodefinit en els seus començaments com a Òrgan extremista de l'humorisme nacional, a partir del núm. 33, de data 26 d'abril de 1932, va passar a denominar-se Òrgan extremista de l'humorisme popular. La revista va suposar, segons José Ramón Montero Gibert, «la millor expressió de l'humor bast, groller i baix que van ser capaces les dretes a partir de 1931». i per Montero Pérez Hinojosa «el millor exponent de la premsa demagògica de la seva època». No obstant això Martín Sánchez opina que la duresa de les crítiques a Gracia y Justicia va ser menor —i amb un to més «sorneguer»— que en El Siglo Futuro, més agressives aquestes últimes. La revista usava el recurs satíric de titllar de maçons de manera sistemàtica als polítics republicans, dins de l'anomenada «Conspiració Judeo-Maçònica-Comunista-Internacional». El seu objectiu ha estat definit com el de «combatre la República». Es van destacar especialment els atacs contra Manuel Azaña, qui hauria estat «la gran obsessió de la revista». Encara que s'afirma que va poder ser finançada per la CEDA, la revista, a més dels polítics republicans d'esquerra, també va criticar a aquella i al seu líder, José María Gil Robles. La revolució d'Astúries de 1934 va ser interpretada en clau d'obra de cinema, en la qual la maçoneria hauria estat «la directora» i les forces socialistes i comunistes «actors» d'aquella.
De format tabloide (380 mm per 300 mm) i a quatre columnes, constava de setze pàgines en blanc i negre. La portada i la contraportada reproduïen una única caricatura a tota pàgina i a dues tintes, vermella i negra, la qual cosa constituïa una novetat en la premsa espanyola de l'època. La portada de la publicació es va reservar normalment per a una il·lustració d'Areuger.
Gracia y Justicia va ser suspesa durant quatre mesos, entre agost i desembre de 1932, pel govern de Manuel Azaña, en aplicació de la «Llei per a la defensa de la República», a causa de l'intent de cop militar d'agost de 1932, l'anomenada «Sanjurjada», si bé va ser substituïda per Bromas y Veras, que es va publicar entre el 20 d'octubre de 1932 i el 3 de març de 1933.
El seu últim nombre, el 217, va aparèixer el 15 de febrer de 1936. La seva contraportada reproduïa una caricatura de Kin que assenyalava la transcendència del resultat en les eleccions de l'endemà, 16 de febrer. La clausura de Gracia y Justicia es produiria, efectivament, pocs dies després, per ordre del nou Govern del Front Popular.